# Georg Selenius
Georg Selenius (Fredrikstad, 1884. október 18. – Fredrikstad, 1924. május 7.) olimpiai bajnok norvég tornász.
Az 1912. évi nyári olimpiai játékokon indult tornában és csapat összetettben szabadon választott szerekkel olimpiai bajnok lett.
Klubcsapata a Fredrikstad Turnforening volt.